# Synkretyzm afroamerykański
Synkretyzm afroamerykański – kulty, które łączą w sobie wierzenia  Czarnej Afryki, kultury europejskie, spirytualizm brazylijski i religię rzymskokatolicką. Początek synkretyzmu afroamerykańskiego przypadł na połowę XVI wieku. Rozwijał się do połowy XIX wieku. Związany był z handlem niewolnikami, gdy miliony Afrykanów przywieziono do Ameryki. Wraz z nimi do Nowego Świata dotarły ich rodzime wierzenia, które z czasem zostały wchłonięte przez katolicyzm.
Synkretyzm afroamerykański rozwijał się głównie w krajach Ameryki Południowej i Centralnej. Już w trzeciej dekadzie XVII wieku w Brazylii pojawiły się kulty batuques i candomblé, skierowane na oddawanie czci Orisze i Wodanowi. Z czasem batuques rozprzestrzeniły się przede wszystkim na Antylach i subkontynencie, gdzie większość mieszkańców stanowiły potomkowie niewolników z Afryki oraz mulaci. Zdobyły popularność także w krajach Ameryki i Europy (Hiszpanii, Niemczech i Włoszech). Antyle, mimo ekspansji batuques, miały własne odmiany kultów synkretycznych. Tak, na Haiti ukształtował się kult voodoo, na Kubie – santeria, na Trynidadzie i Grenadzie – szango. Te trzy kulty współcześnie są wypierane przez umbanda.
Pod względem religijnym synkretyzm afroamerykański rozwijał się głównie w dwóch kierunkach. Na pierwszą grupę wpływ mieli wyznawcy politeizmu z wybrzeży Zatoki Gwinejskiej. Wyrazem ich religii były okazałe świątynie i posiadanie rozbudowanych instytucji kapłańskich. Główny trzon tej grupy stanowili Jorubowie, Ibo i ludy Akan. Druga grupa składała się z ludów, oddających cześć przodkom. Należały do nich przede wszystkim ludy Bantu. Ta grupa była bardziej podatna na oddziaływanie katolicyzmu.
Z punktu widzenia obrzędów religijnych, afroamerykańskie kulty synkretyczne polegają na przekazywaniu woli bóstwa lub grupy bóstw za pośrednictwem medium. Cechą kultu jest odwoływanie się do magii. W niektórych koloniach katolickich, jak na przykład, na Kubie, w Brazylii czy na Haiti, do miejscowych wierzeń włączano katolicki kult świętych. Boga Nana Buluku utożsamiano ze św. Anną. Szankpannę – ze św. Łazarzem, Szango – ze św. Hieronimem w Brazylii lub ze św. Janem Chrzcicielem na Trynidadzie.
Każdorazowy dopływ niewolników z Afryki przyczyniał się do wzmocnienia afrykańskich wierzeń. W Ameryce Północnej praktycznie nie było warunków do rozwinięcia synkretyzmu afroamerykańskiego, ponieważ większość protestancka odrzucała kult świętych. W porównaniu z Ameryką Południową na północ trafiało mniej niewolników, a ich rodzime wierzenia szybko zanikały.